# اتحاد غامبيا لكرة القدم
اتحاد غامبيا لكرة القدم (GFF) المعروف سابقًا باسم جمعية غامبيا لكرة القدم، هو الهيئة الإدارية لكرة القدم في غامبيا. تأسس عام 1952 وانتسب إلى الفيفا في عام 1968 وإلى الاتحاد الإفريقي لكرة القدم في عام 1966. وهو ينظم دوري الدرجة الأولى ودوري الدرجة الثانية الغامبي [الإنجليزية] والمنتخب الوطني. الرئيس الحالي هو لاميان كابا باجو منذ سبتمبر 2014.